# Вебкомікс

Перша сторінка вебкоміксу «Гоумстак»

Вебкомікс також онлайн-комікс, інтернет-комікс (англ. Webcomic) — різновид коміксів, які публікуються в інтернеті на вебсайтах. Багато вебкоміксів видаються виключно онлайн, хоча деякі друкуються в часописах, газетах чи книгах, але мають мережевий архів для комерційного або художнього використання. Як якісна ознака виділяється те, що вебкомікси створюються або розвиваються з урахуванням специфіки, властивої такій формі публікації. Багато коміксів можуть мати формальні ознаки вебкоміксу, але не бути якісними, і навпаки, через що їх класифікація буває ускладненою.
Вебкомікси схожі з самвидавом, позаяк практично будь-хто може створити свій власний вебкомікс та опублікувати його в мережі Інтернет. Існують тисячі вебкоміксів, хоча більшість з них низького художнього рівня та рідко оновлюються. Популярність вебкоміксів є дуже різна; деякі читають лише найближчі друзі та сім'я автора, але деякі стали популярними та отримали гарну критику й комерційний успіх — мають аудиторію у понад мільйон читачів.

## Техніки створення вебкоміксу
Оскільки вебкомікси часто стають засобом вираження авторів, які не є досвідченими фахівцями своєї справи, у їх створенні застосовуються різні компенсуючі це техніки. Як правило, це для того, щоб компенсувати недостатнє вміння художника:
- Колаж: Панелі коміксу можуть бути складені з нарізаних і скомпонованих фрагментів фотографій, знімків екрану фільмів та ігор. Особливо часто зустрічаються комікси з спрайтів класичних ігор, так звані «восьмибітні комікси».
- Фотографія: Панелі коміксу можуть бути зняті, а не намальовані. Зазвичай для цього використовуються іграшки та фігурки. При цьому комікс може бути як про іграшки, так і про персонажів, яких вони уособлюють.
- Палітра: Автором створюється обмежений набір персонажів у різних позах, з різними виразами облич, і фрагментів фону. Панель малюється не з нуля, а використовуються відповідні елементи цього набору, розташовані таким чином, щоб замаскувати повторення.
- Економічний стиль: Для коміксу спеціально вибирається стиль, який не потребує великих затрат праці. Це може бути чорно-білий контурний стиль; або кольоровий, але позбавлений тіней; або навіть замальовка олівцем — у загальному, те, що автору коміксу зручніше.
- Інші способи знизити навантаження на учасника — це випускати комікс рідше або більш маленькими відрізками, або скооперуватися з співавтором, який візьме на себе частину роботи. Особливо популярні команди сценарист-художник.